# Korhan Erel
Korhan Erel (* 26. August 1973 in Istanbul) ist eine türkische nichtbinäre Person, die als Live-Elektroniker, Komponist und Interpret elektroakustischer Musik bekannt wurde.

## Leben und Wirken
Korhan Erel verweigerte als Kind den Klavierunterricht. Später versuchte er kurzzeitig, am Konservatorium Posaune zu lernen, aber hatte nicht die nötige Disziplin zum Üben. Dann machte er den Computer zum Hauptinstrument. Er studierte Wirtschaftswissenschaft und arbeitete eine Zeit lang als Berater.
Şevket Akıncı machte Erel mit der improvisierten Musik bekannt. 2004 spielten sie ihr erstes frei improvisiertes Konzert gemeinsam mit Karlheinz Essl. Als Mitglied der Gruppe Islak Köpek, die bis 2013 existierte, war er Mitbegründer der freien Improvisationsszene in der Türkei. Er hatte mehrere Studienaufenthalte am niederländischen Zentrum STEIM. 2011 war er Gastkomponist in den Electronic Music Studios in Stockholm. Seit 2014 lebt er in Berlin.
Erel spielt improvisierte und komponierte Musik als Solist oder in verschiedenen Gruppen und Orchestern – beispielsweise Nervous Entanglement, Trickster Orchestra, Klub Demboh oder Ephemeral Fragments – und komponiert Musik und Sound für Tanz, Videokunst und Film. Er arbeitet im Trio The Liz mit Liz Allbee und Liz Kosack und im Duo mit Gunnar Lettow oder Laia Genc (Serene). Im Projekt Berlin Bülbül holte ihn der Klarinettist David Rothenberg, um nachts zusammen mit Nachtigallen in den Grünflächen Berlins zu spielen. Als Teil der Gruppe Elektronik Kumpanya zum Beispiel interpretierte er türkische klassische Musik mit akustischen Instrumenten und Elektronik. Außerdem gehört er zum Istanbul Composers Orchestra, das kurdische, alevitische und türkische Volksmusik interpretiert. Mit Klangkunstarbeiten präsentierte er sich bei Ausstellungen in der Türkei, Hong Kong und Deutschland. Weiterhin kam es zu Konzerten in Rahmen der Istanbul Biennale (2013) und der Biennale Riga (2018) sowie im Museum für angewandte Kunst Wien. Im Berliner Trickster Orchestra arbeitete er auch mit Cymin Samawatie und Ketan Bhatti.
 Persönliches
Das Maxim-Gorki-Theater beschreibt Erel als „non-binary“ (nichtbinär) und verwendet Bezeichnungen mit Gendersternchen.

## Diskographische Hinweise
- Islak Köpek (A.K. Müzik 2008, mit Dirk Stromberg, Robert Reigle, Şevket Akıncı, Volkan Ergen)
- Mark Alban Lotz / Islak Köpek: Istanbul Improv Sessions May 4th (Evil Rabbits Records 2011)
- David Rothenberg, Korhan Erel: Berlin Bülbül (Gruenrekorder, Terra Nova 2015)
- Korhan Erel, Elena Margarita Kakaliagou, Jonas Kocher, Hannah Marshall, Dirk Marwedel, Theo Nabicht, Ulrich Phillipp, Ernesto Rodrigues, Wolfgang Schliemann: HumaNoise Tutti (Creative Sources 2017)
- Schindler ǀ Erel ǀ Tramontana: SoundEnergyTransformation (FMR Records 2018)
- Ephemeral Fragments: mit gefühl (Umland Records 2022, mit Florian Walter, Emily Wittbrodt)